# احمد الصافی
احمد الصافی (عربی: احمد الصافي؛ زاده ۱۹۷۱) یک مجسمه‌ساز و نقاش اهل عراق است.